# Clint Robinson
Clint Robinson, född den 27 juli 1972 i Brisbane, Australien, är en australisk kanotist.
Han tog OS-guld i K-2 1000 meter i samband med de olympiska kanottävlingarna 1992 i Barcelona.
Han tog OS-brons på samma distans i samband med de olympiska kanottävlingarna 1996 i Atlanta.
Han tog därefter OS-silver i K-2 500 meter i samband med de olympiska kanottävlingarna 2004 i Aten.